# 威廉二世 (當皮埃爾)
威廉二世（法語：Guillaume II de Dampierre，1196年—1231年9月3日），當皮埃爾領主，居伊二世的次子，1216年至1231年在位。

## 家庭
1223年，威廉二世與佛蘭德的瑪格麗特結婚，兩人共有2子1女：
1. 威廉三世（1224年—1251年）
2. 讓娜（約1225年—1245/46年）
3. 居伊（約1226年—1305年）